# LATAM Brasil
LATAM Airlines Brasil, tên cũ TAM Linhas Aéreas, là một hãng hàng không có trụ sở ở São Paulo, Brasil. Đây là hãng hàng không lớn nhất Brazil, cung cấp các chuyến bay từ São Paulo đếnc các điểm chính trong Brasil, cũng như các chuyến bay quốc tế đến các nước láng giềng như Chile, Hoa Kỳ, và các nước châu Âu như Vương quốc Liên hiệp Anh và Bắc Ireland, Pháp và Italia.
Trước khi tiếp quản, TAM là hãng hàng không lớn nhất của Brasil và Mỹ Latinh. Trụ sở chính của hãng đặt tại São Paulo, khai thác các dịch vụ theo lịch trình đến các điểm đến trong Brasil cũng như các chuyến bay quốc tế đến Châu Âu và các khu vực khác của Bắc và Nam Mỹ. Cổ phiếu của công ty đã được giao dịch trên Sở giao dịch São Paulo (BM&F Bovespa) và Sàn Giao dịch Chứng khoán New York với tên gọi "TAM". Trước khi sáp nhập với LAN, công ty đã đóng vốn, chuyển nhượng cổ phần cho LATAM Airlines Group. Tuy nhiên, vào tháng 8/2015, đã có thông báo rằng hai hãng hàng không sẽ đổi tên hoàn toàn thành LATAM, với một quyền lợi sẽ được áp dụng trên tất cả các máy bay vào năm 2018. Hãng hàng không này đã rút khỏi Star Alliance vào năm 2014.

## Thỏa thuận liên danh

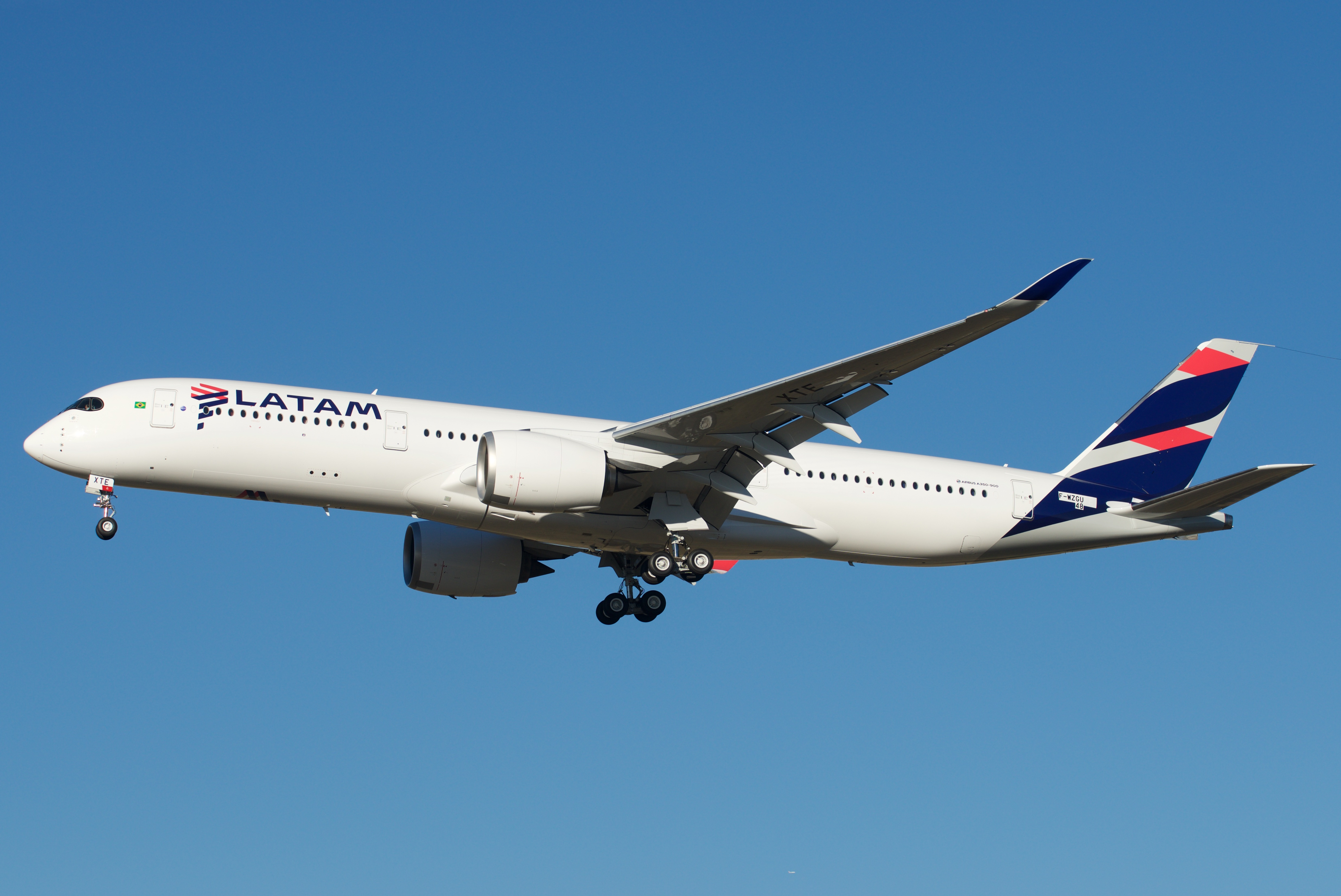
Airbus A350-900

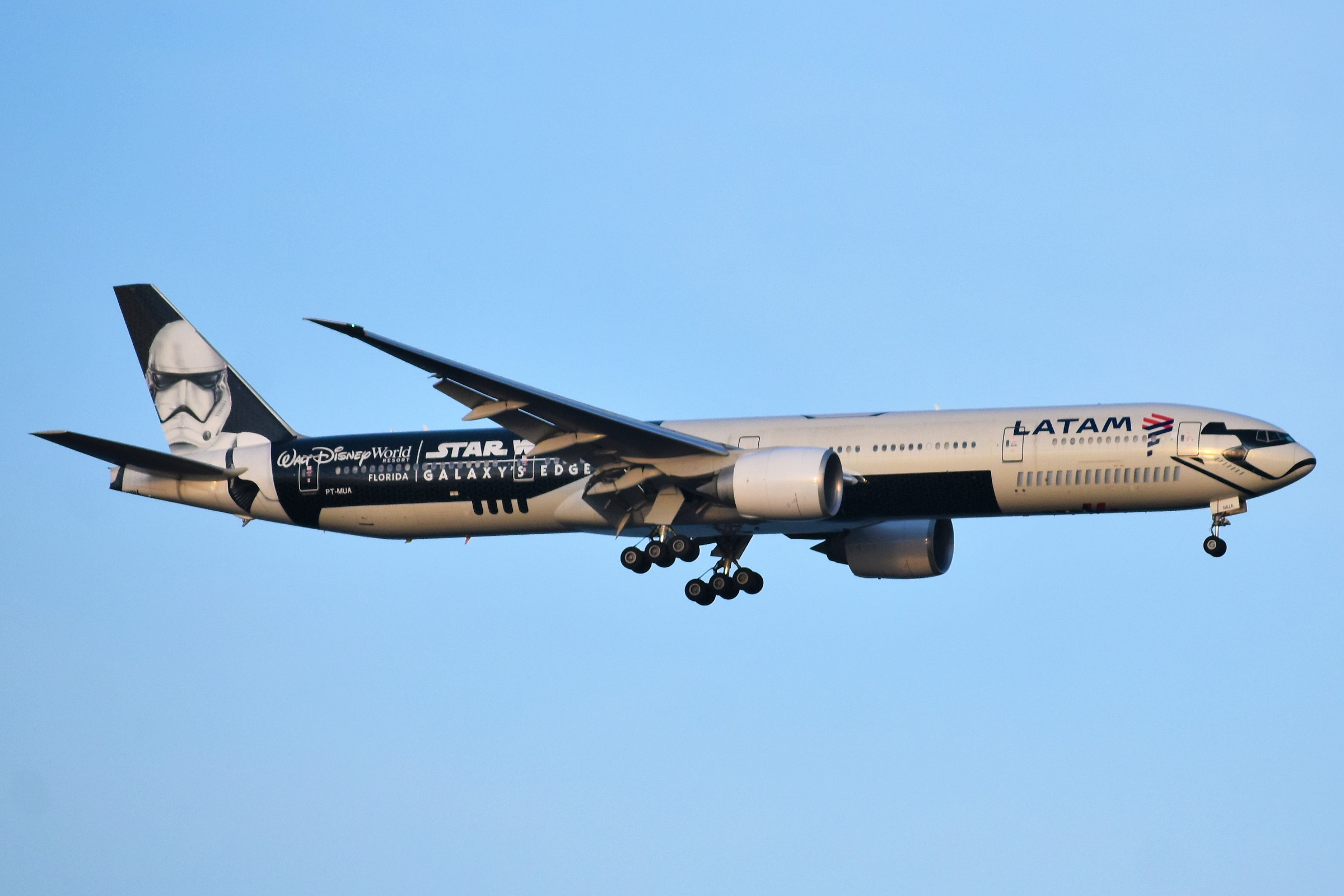
Boeing 777-300ER Walt Disney World Resort FLORIDA/STAR WARS GALAXY'S EDGE

- Air China
- Air France
- Azul Brazilian Airlines
- British Airways
- Cathay Pacific
- Delta Air Lines
- Iberia Airlines
- Japan Airlines
- Korean Air
- LATAM Chile
- LATAM Paraguay
- Lufthansa
- Passaredo Linhas Aéreas
- Qatar Airways
- South African Airways
- Swiss International Air Lines
- Vueling
- WestJet

## Đội tàu bay
Tính đến tháng 12/2021:
| Máy bay          | Đang hoạt động | Đặt hàng | Số khách | Số khách | Số khách | Ghi chú                   |
| Máy bay          | Đang hoạt động | Đặt hàng | C        | Y        | Tổng     | Ghi chú                   |
| ---------------- | -------------- | -------- | -------- | -------- | -------- | ------------------------- |
| Airbus A319-100  | 19             | —        | —        | 144      | 144      |                           |
| Airbus A320-200  | 62             | —        | —        | 162      | 162      |                           |
| Airbus A320-200  | 62             | —        | —        | 174      | 174      |                           |
| Airbus A320-200  | 62             | —        | —        | 180      | 180      |                           |
| Airbus A320neo   | 6              | 2        | —        | 180      | 180      |                           |
| Airbus A321-200  | 31             | —        | —        | 220      | 220      |                           |
| Boeing 777-300ER | 10             | —        | 38       | 32       | 410      |                           |
| Boeing 767-300ER | 8              | —        | 30       | 191      | 221      | Sẽ cho dừng hoạt động.    |
| Boeing 787-9     | 1              | 3        | 30       | 273      | 303      | Tiếp nhận từ LATAM Chile. |
| Tổng cộng        | 140            | 111      |          |          |          |                           |

Theo AirFleets.net, đến thời điểm tháng 12 năm 2021, tuổi trung bình của đội tàu bay của LATAM Brasil là 10,8 năm.

## LATAM Pass
| Hạng thẻ                          | Số điểm tích lũy / Năm | Hạng Phổ Thông | Hạng Thương Gia | Hạng Nhất   |
| --------------------------------- | ---------------------- | -------------- | --------------- | ----------- |
| LATAM (trước đây WHITE)           | —                      | 100%           | 150%            | 200%        |
| GOLD (trước đây BLUE)             | 10,000                 | 100% + 25%     | 150% + 25%      | 200% + 25%  |
| PLATINUM (trước đây RED)          | 40,000                 | 100% + 75%     | 150% + 75%      | 200% + 75%  |
| BLACK (trước đây RED PLUS)        | 100,000                | 100% + 100%    | 150% + 100%     | 200% + 100% |
| BLACK SIGNATURE (trước đây BLACK) | 150,000                | 100% + 100%    | 150% + 100%     | 200% + 100% |